# Высоково (Махринская волость)
Высоково — упразднённая деревня Александровского уезда Владимирской губернии Российской Империи. Входила в состав Махринской волости. Слилась с деревней Старова в деревню Старо-Высоково на рубеже XIX-XX веков. 
Ныне на территории деревни Старово Каринского сельского поселения Александровского района Владимирской области России. 

## География
Деревня была расположена на берегу реки Малый Киржач, примерно в 20 км на юго-восток от центра поселения села Большое Каринское и в 19 км на юго-восток от города Александрова. 

## История
В XIX — начале XX века существовало 2 деревни Старово и Высоково В 1859 году в деревне Старово числилось 20 дворов, в Высоково — 6 дворов. В списках населённых мест Владимирской губернии 1905 году имеется одна деревня Старо-Высоково с 39 дворами.  
В дальнейшем население обоих деревень учитывалось в одном населённом пункте 
| 1859 | 1905 | 1926 | 2002 | 2010 | 2021 |
| ---- | ---- | ---- | ---- | ---- | ---- |
| 174  | ↗280 | ↘263 | ↘1   | ↗2   | ↗20  |